# Camponotus quadrimaculatus
Camponotus quadrimaculatus é uma espécie de inseto do gênero Camponotus, pertencente à família Formicidae.